# 旁遮普文化

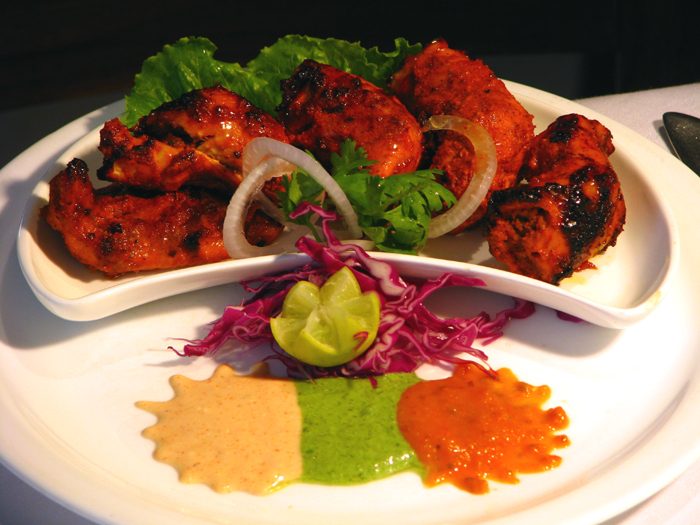
旁遮普的傳統菜餚唐杜里雞

旁遮普文化概括南亚旁遮普地区（包括印度旁遮普邦等地区、巴基斯坦旁遮普省）和旁遮普族的飲食、藝術、習俗、建築等傳統。

## 近代文化
由於許多移民具有旁遮普民族血統(橫跨印度與巴基斯坦)，目前在世界許多地方都可以體驗到旁遮普的文化及其影響力。旁遮普哲學、詩文、宗教觀、教育、藝術、音樂、飲食料理、與建築等傳統文化，在某些西方國家(如美國、英國、加拿大、澳洲、與一些歐洲國家)尤其發揚光大。

## 旁遮普音樂
巴恩格拉是著名的旁遮普傳統音樂型式之一，經典的巴恩格拉音樂必須有強烈的鼓聲伴奏。在近年來旁遮普音樂也越來越受到西方國家的歡迎，甚至獲得一些西方主流音樂的採用，搭配混音與混曲創造出別有南亞韻味的音樂。

## 旁遮普舞蹈
歷史悠久的旁遮普文化與民族具有相當豐富的舞蹈文化。旁遮普人通常會在特殊節氣時跳舞慶祝，包括豐收、重要節日、與喜宴。舞蹈表演種類多樣可與宗教有關聯但也並不盡然，其中巴恩格拉屬於較具有活力與爆發力的舞蹈，而Jhumar 和 Giddha 類型的女子舞蹈則較陰柔婉約。Bolis則是由女性邊唱邊跳所演出的舞蹈。

## 旁遮普飲食
旁遮普飲食文化相當豐富與廣泛，近年來在世界各地也都享有盛名，其中綠芥末葉泥(Sarson da Saag)與玉米圓麵餅(Makki di roti)的搭配是最為著名的旁遮普食物。一般來說旁遮普主食是以小麥製成為主，稻米類的食物雖然可以找到但是並不常見。其他較為大眾化的知名料理包括馕、醬雞、印度羊起司(Paneer)、唐杜里雞、咖哩角、和炸鷹嘴豆餅(pakora)。另外，旁遮普盛產乳製品，牛奶成分在當地的甜點是不可或缺的一部份，具代表性的熱門甜點有乾酪粗麵團湯圓、煉乳糕(barfi)、與甜乳凝球gulab jamun。在非甜點類的料理中加入優格或酪漿也是十分常見一種飲食習慣。
旁遮普穆斯林的肉食包括牛肉(印度教徒與錫克人則忌食)。

## 旁遮普文學
旁遮普文化擁有許多深奧與經典的詩文創作，其中包含了錫克教經典《古鲁·格兰特·萨希卜》。

## 旁遮普服飾
傳統的男性服裝是會穿著Kurta，是一種搭配長褲、裁剪合身的長衫。由於旁遮普民族有許多錫克教徒，錫克教男性會在頭上包裹頭巾。女性的傳統服飾包括Salwar，salwar kameez通常是由一件裙式長衫搭配長褲以及色彩鮮艷的長絲巾或披肩。另有一些女性會穿著旁遮普式長裙Punjabi ghagra。

## 旁遮普節日
旁遮普地區與民族每年皆會慶祝許多節氣包括宗教性節日、季節性節日、或文化性節日。其中較為著名的有旁遮普冬季豐收祭(Maghi)、詩人Shah Hussain的忌日(Mela Chiraghan)、冬至(Lohri)、侯麗節、旁遮普新年(Vaisakhi)、女兒節(Teeyan)、排燈節、以及錫克教創始人的拿那克的誕辰(Guru Nanak Gurpurab)。